# جورجتا دامیان
جورجتا دامیان (به رومانیایی: Georgeta Damian) (زاده در ۱۴ آوریل ۱۹۷۶ در بوتوشن) ورزشکار زن رشتهٔ روئینگ اهل کشور رومانی است. وی در بین سال‌های ‎۲۰۰۰ تا ۲۰۰۸ میلادی در مسابقات بازی‌های المپیک تابستانی در مجموع ۶ مدال، شامل ۵ مدال طلا و ۱ برنز را کسب کرد.